# Periodo tardío de Egipto
El período tardío de Egipto, también conocido como Baja época, comprende la historia del Antiguo Egipto desde el 664 a. C., cuando Psamético I funda la dinastía XXVI, Saíta, hasta la derrota del Imperio aqueménida por Alejandro Magno en 332 a. C., quien aceptó la rendición del gobernante sátrapa persa de Egipto en ese momento, Mazaces, y marcó el inicio del Periodo helenístico de Egipto, que se estabilizaría después de la muerte de Alejandro con el Reino ptolemaico.

## Ascensión y reformas de la dinastía Saíta

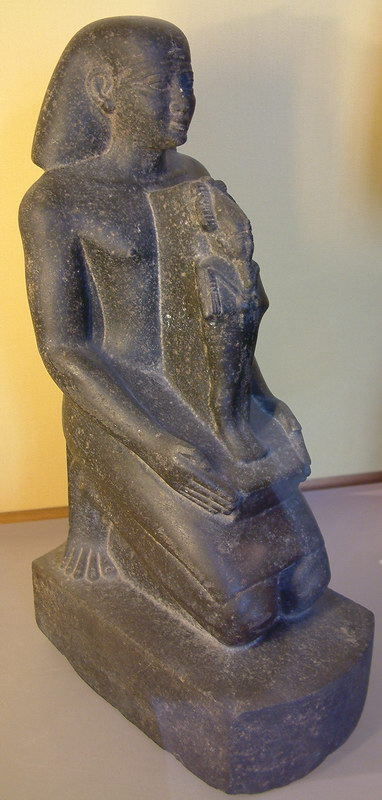
Psamético I: estatua oferente. Louvre.

Tras la conquista asiria de Egipto, al final del Tercer periodo intermedio, el gobierno egipcio fue encomendado a varios gobernadores locales vasallos, hasta que una insurrección fracasada acabó con muchos de ellos. Cuando abandona Egipto el rey asirio Asurbanipal, dejando un país arrasado por la guerra, el poder comenzó a concentrarse en torno a uno de los mandatarios del delta, Psamético I (c. 664-610 a. C.), gobernador de la ciudad de Sais. Su padre, Necao I, también gobernador, había muerto luchando a favor de Asurbanipal contra los kushitas. Al principio, el principal enemigo de Psamético fue Tanutamani, que seguía firmemente asentado como rey de Kush y además dominaba la región de Tebas. La expansión, tanto de Psamético como de Tanutamani, fue posible gracias a las rebeliones acaecidas en Babilonia y Elam a las que tuvo que hacer frente con el ejército asirio. Hacia 656 a. C. Psamético expulsó a Tanutamani de Tebas, imponiendo a su hija como Divina Adoratriz de Amón en dicha ciudad.
Psamético, dueño de Egipto, con los reyes asirios cada vez más atareados en sus propios conflictos, inició su programa político que se fundamentó en impulsar el comercio y retornar a los símbolos de periodos pasados para fomentar la unidad nacional. Esto último ya lo había utilizado la dinastía kushita precedente, pero mientras ellos tenían como dios tutelar a Amani (el tebano Amón), Psamético I revitalizó los cultos relacionados con el mito de Osiris. La memoria de los faraones kushitas no fue perseguida hasta mucho tiempo después, durante el reinado de Psamético II (595-589 a. C.), quien realizó varias campañas en Kush. Entre los primeros años de Psamético y estas últimas campañas no se tiene noticia de mayores enfrentamientos.
Menfis también se vio beneficiada; en textos griegos (Heródoto) la encontramos ejerciendo gran influencia y vemos el culto del buey Apis, que practicaban sus sacerdotes, en pleno apogeo. Al dios tebano Amón se lo identificó con el dios libio Aman, que tenía su principal centro en el oráculo del oasis de Siwa, creciendo este último en prestigio. El culto a las divinidades de la capital fue especialmente protegido: fue el caso de la diosa Neit de Sais. En religión, así como en la política, se observa una preponderancia del norte.

## Economía
Lo mismo pasaba en el comercio: mientras que el Alto Egipto quedaba en segundo plano, las ciudades del delta vivían un período de gran prosperidad. Ello atrajo a comerciantes griegos (jonios de las colonias de Asia Menor) y carios, a su vez mercenarios de los mismos orígenes, se alistaron en el ejército egipcio ya desde Psamético I. Más adelante, los comerciantes jonios y carios trajeron el uso de la moneda; en Egipto se utilizaban, como valor de cambio, pesos estipulados en metal, y en casos como el ejército se utilizaba como forma de pago la entrega de tierras y la exención de impuestos. Necao II (610-595 a. C.), hijo y sucesor de Psamético I, realizó obras infructuosas para reabrir el canal que conectaba el delta del Nilo con el mar Rojo, probablemente para promover el comercio, o tal vez para poder utilizar la flota del mar Rojo en las guerras que mantenía contra Babilonia, que serán detalladas más tarde. Tanto Necao II como su nieto Apries (589-570 a. C.) mantuvieron relaciones comerciales y estratégicas con la ciudad fenicia de Tiro; según Heródoto, durante el reinado de Neko una expedición fenicia financiada por Egipto circunvaló África. Además se dio impulso a la ruta comercial del mar Rojo, que unía Egipto con Arabia y probablemente la India.
Paralelamente a la corriente comerciantes y mercenarios carios y jonios, desde c. de 630 a. C. colonos griegos dorios se establecieron en la franja costera de Libia, fundando varias ciudades, entre ellas Cirene, la capital de esta confederación de colonias griegas, denominada Cirenaica. La Cirenaica (por el contrario del resto de Libia) era una región destacada por su fertilidad, por lo tanto sus colonos se dedicaban a la agricultura y al comercio. Las colonias griegas se extendieron por casi todo el Mediterráneo, y tenían como objeto descomprimir los problemas sociales de las ciudades de origen, como medio de ascenso político, o para servir de granero de las ciudades-estado griegas e impulsar el comercio.

## Egipto y Babilonia

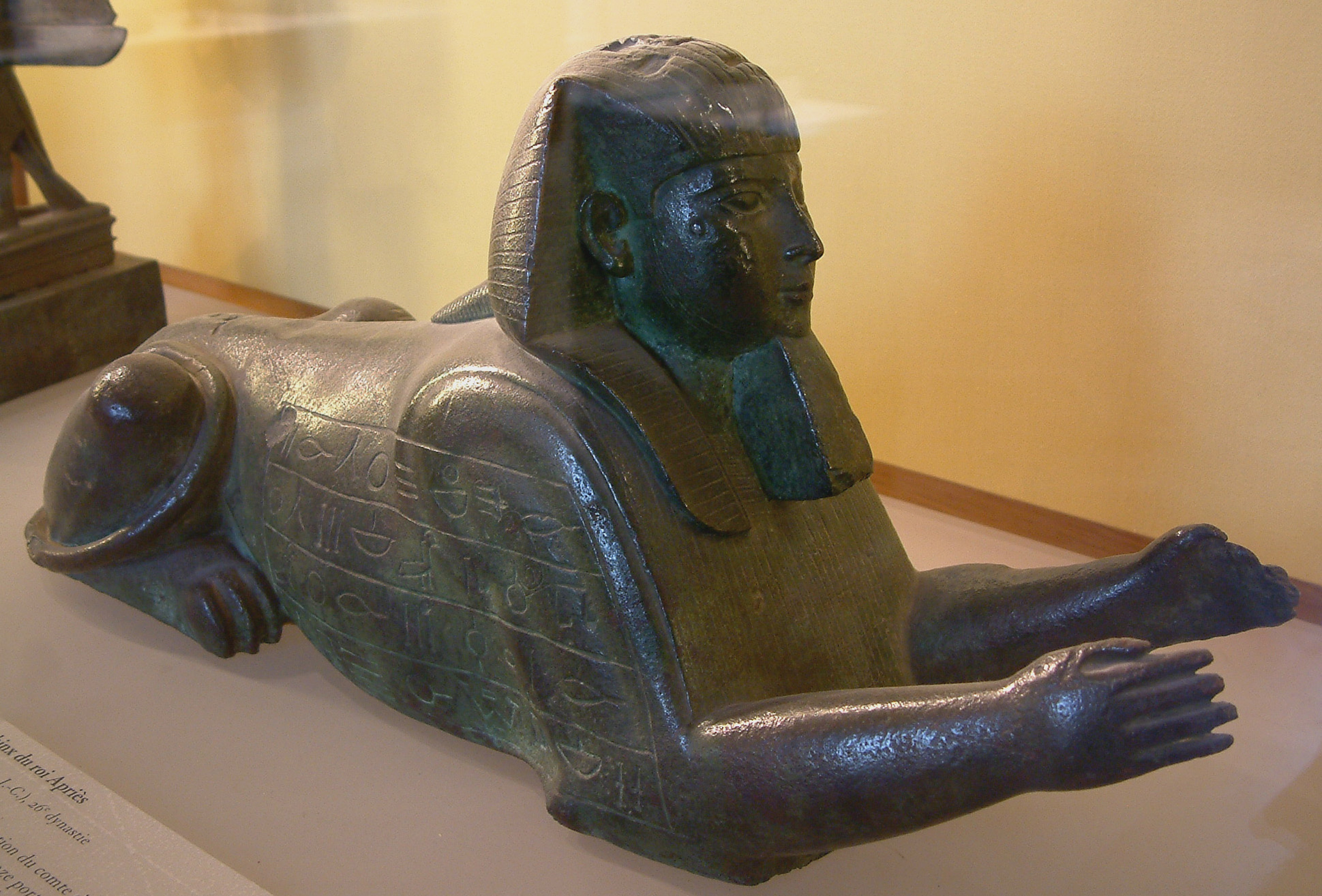
Esfinge en bronce del faraón Apries, Museo del Louvre.

Las causas de la caída de Asiria hay que buscarlas en el desgaste del ejército, que debía enfrentar a enemigos distantes que ofrecían tenaz resistencia; asimismo en la decadencia de los estados periféricos (provocada por los ataques de la propia Asiria), que facilitaba la infiltración de pueblos nómadas (cimerios, escitas, y medos). A todo esto se le sumaban las crisis sucesorias, como la que se provocó con motivo de la muerte de Asurbanipal (c. 630 a. C.). Entonces, el líder caldeo Nabopolasar tomó Babilonia y dirigió sucesivas campañas contra Asiria. Nabopolasar selló una alianza con el jefe medo Ciáxares, y juntos destruyeron las capitales asirias.
Egipto intervino contra los caldeos ya antes de la caída de dichas capitales (hacia finales del reinado de Psamtik), pero fue recién entonces cuando participó activamente. Probablemente entraron en la cuenta del peligro que representaba un imperio expansionista como Babilonia. Neko II en persona apoyó los focos de resistencia asirios en la ciudad de Harrán, a su vez, de paso, redujo a obediencia al Reino de Judá, que había aprovechado la decadencia de Asiria para expandirse. Pronto la resistencia asiria se esfumó, y Neko fue empujado hacia el sur tras enfrentarse en Karkemish y Hamat (605) al caldeo Nabucodonosor II, quien pronto se expandió hacia los pequeños estados de Palestina, incluido Judá, cuya capital, Jerusalén, tomó en 597 a. C., instalando reyes vasallos y deportando a parte de su población. Neko II pudo contener las campañas de este soberano en su propio país, pero la ofensiva quedó en suspenso.
El sucesor de Neko, Psamético II, como ya dijimos, concentró su actividad militar en Kush; en cambio Apries (589-570 a. C.) continuó la guerra contra Nabucodonosor II. Una rebelión de Judá (587 a. C.) apoyada por Egipto tuvo como consecuencia la segunda deportación de sus habitantes, muchos de los cuales huyeron a Egipto. La importancia de Judá para Egipto radicaba en tener tan cerca un vasallo de Babilonia; además el Levante en general era un preciado objetivo comercial. A su vez, Apries apoyó a la ciudad fenicia de Tiro durante el asedio de 13 años al que fue sometida por Nabucodonosor. El rey de Tiro finalmente se rindió y tuvo que aceptar gobernadores babilónicos. Tiro tenía vital importancia comercial, resultando ser un punto clave para la hegemonía que quería establecer Egipto en el Levante y para la expansión babilónica.

## Egipto y el Imperio persa
La ascensión de Ahmose II (570-526 a. C.) tiene algunos detalles interesantes. Hacia el final de su reinado, Apries intervino en un conflicto entre libios y colonos griegos de Cirene, apoyando a los primeros. Los egipcios fueron derrotados, y pronto el ejército se rebeló contra Apries. Resumiendo, Ahmose, general al principio fiel a Amasis, se puso a la cabeza de los rebeldes y tomó el trono. En el primer período del reinado Ahmose II los asuntos exteriores asiáticos quedaron en segundo plano, concentrándose en la política interna y en la relación con los griegos. A estos últimos los reunió en prácticamente una única ciudad, Náucratis, en el delta. A su vez regularizó el papel de los mercenarios griegos en el ejército, acuartelándolos en Menfis. Destaca, desde el punto de vista estratégico comercial, la importancia de Egipto en el abastecimiento de trigo de las ciudades griegas. Otras exportaciones egipcias eran papiro y vestimenta de lino.
Pronto las miras de la política exterior volvieron a concentrarse en Asia. Surgía el Imperio persa, cuyo rey Ciro II el Grande había tomado el poder del reino medo hacia 550 a. C. La expansión de Ciro parece haber motivado la alianza de Creso de Lidia con la ciudad griega de Esparta, con Egipto y con Babilonia. Si bien la coalición Egipto-Babilonia-Lidia existía realmente, no llegó a materializarse en forma de ejército: Lidia cayó en 547 a. C. y Babilonia en 539 a. C.
Ahomse a su vez construyó una coalición naval, aliándose con la isla griega de Samos, con los colonos griegos de Cirene en Libia y conquistando Chipre. Cuando Ciro murió durante campañas en las regiones orientales había creado un imperio mayor al de sus predecesores asirios y babilonios, y se había ganado el favor de amplios sectores de la población conquistada, respetando, por ejemplo, la religión y la autonomía de las provincias. Cambises II (529-522 a. C.) sucedió a su padre Ciro, y poco después murió Ahmose. Cambises concentró su política exterior hacia Egipto, y la conquista de dicho país fue sustentada por varias traiciones: de Samos, de un general mercenario griego y del egipcio Udyahorresne, gran sacerdote de Neit de Sais y jefe de la flota. Cambises derrotó a Psamético III en Pelusio (525 a. C., ciudad situada en el brazo más oriental del Nilo) y luego tomó Menfis.

## Reformas en los primeros años de la conquista persa

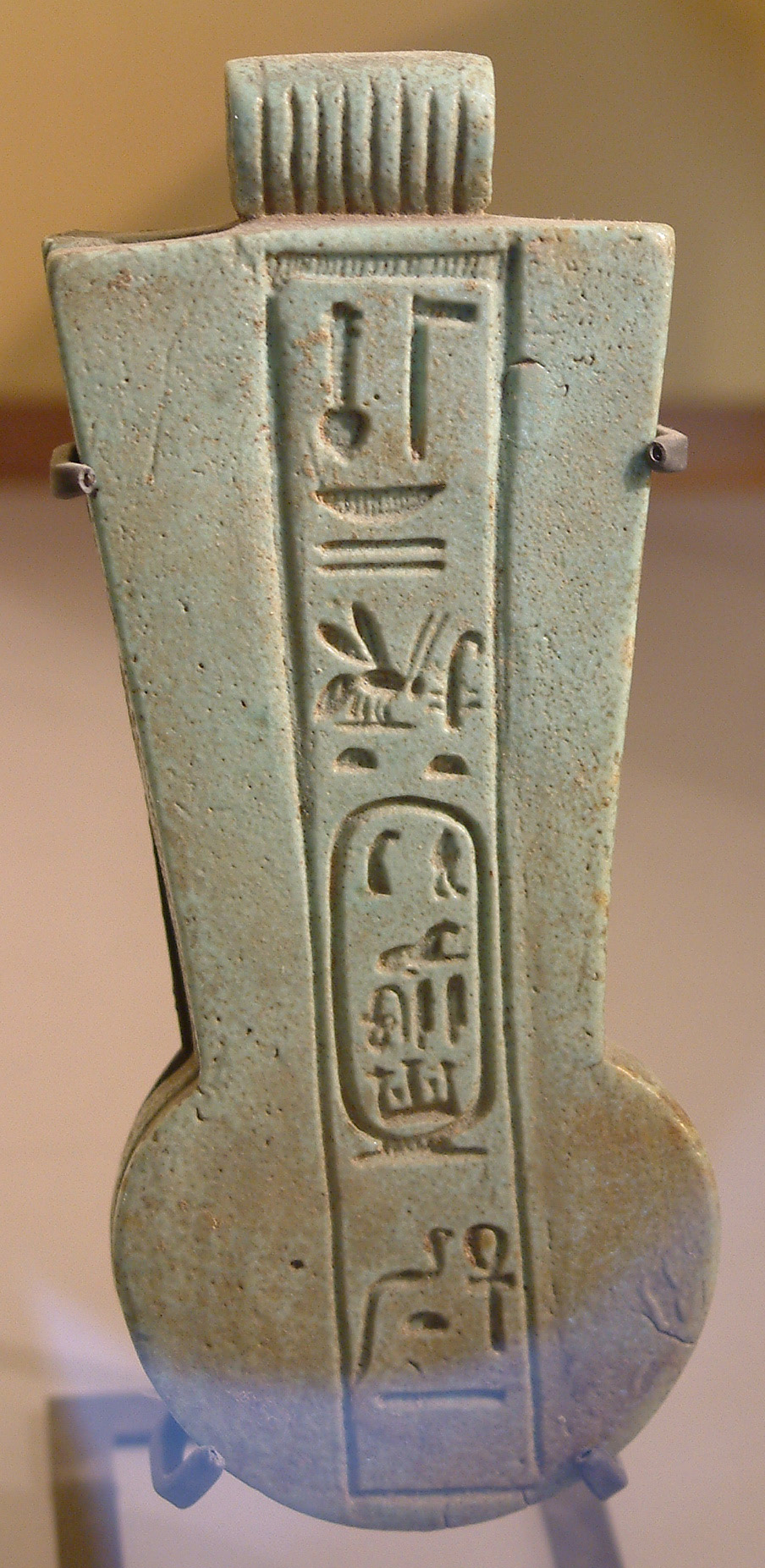
El nombre del rey persa Darío I, escrito en jeroglíficos. Museo del Louvre

Cambises pasó tres de sus siete años de reinado en Egipto, en los cuales realizó expediciones expansionistas fallidas en Libia y Nubia. El tema de la relación de Cambises con la religión es confuso. Se sabe, por medio de la inscripción del ya mencionado Udjahorresne de Sais, que protegió al templo de Neit de Sais, aunque otras fuentes egipcias afirman que muchos templos fueron cerrados, además las fuentes griegas afirman que Cambises atacó los cultos locales.
Estallada una rebelión encabezada por el mago (sacerdote medo) Gaumata, Cambises regresó a Asia, dejando en Egipto como gobernador o sátrapa al persa Ariandes. Muerto Cambises, y derrotado a su vez Gaumata por Darío (miembro de una rama colateral de la dinastía persa), estallaron rebeliones nacionalistas a lo largo y ancho del imperio. El Egipto recién conquistado se vio implicado en ellas, aunque sin éxito; de hecho las demás rebeliones fueron reprimidas en unos dos años por Darío I, quien se proclamó emperador (521-486 a. C.).
En términos de expansión territorial, durante su reinado se conquistó el oeste de la India y se invadió fallidamente Grecia; en Egipto, el sátrapa Ariandes intervino en las colonias griegas de Libia. Bajo Darío está claro que se protegió a la religión egipcia: se realizaron donaciones a los templos de Neit de Sais y Osiris de Busiris, a su vez se protegió el culto a Amón. Económicamente, las provincias de Egipto y de Babilonia funcionaban como abastecedoras de trigo -incluido este en el tributo- y demás productos agrarios y derivados, así como papiro en el caso egipcio. Grandes extensiones de tierra de las provincias conquistadas quedaron en manos de nobles persas. Darío reabrió el canal que unía el mar Rojo con el delta del Nilo (abierto por primera vez durante el Imperio Medio), promoviendo el comercio hacia Persia, Mesopotamia y probablemente la India, vía Océano Índico, dando gran prosperidad a las ciudades del delta.
Si bien el tributo (en trigo o en oro) era bastante mayor en Egipto que en otras regiones del imperio, asimismo lo eran la riqueza y tamaño de la provincia. Los altos cargos de la administración y el ejército generalmente recaían en manos persas, aunque hay varias excepciones, incluso se introdujeron elementos egipcios en los sistemas legales persas y la medicina egipcia era muy estimada.
Las principales guarniciones militares se situaban en Pelusio (oeste del delta), Menfis y Elefantina (Alto Egipto); en esta última había una gran cantidad de soldados judíos, quienes poseían además importantes comunidades en la misma Elefantina y en el Bajo Egipto.
- Las fuentes griegas muchas veces no son fiables. Heródoto (s. V a. C.) afirmaba que Cambises atacó al culto al toro Apis, pero pruebas egipcias lo refutan.

## Rebeliones contra el Imperio persa
Luego de la crisis del 520 a. C., Egipto pasó unos 35 años de paz estable bajo la dominación persa. La primera rebelión se desarrolló en los últimos años de Darío I, y fue reprimida bajo su hijo Jerjes I (485-425 a. C.). Desde entonces la política internacional persa hacia el frente occidental del Imperio se volcó hacia lograr la conquista de Grecia e impedir rebeliones en Egipto. Las causas de las rebeliones egipcias no están muy claras, no obstante algunas de ellas pueden ser el peso de los tributos, la concentración de tierras en manos persas, la búsqueda de ascenso político-social de ciertos líderes, y de nuevas alternativas económicas.
De 481 a 479 a. C. Jerjes invadió Grecia, pero nuevamente los persas fueron repelidos gracias a la alianza de las ciudades hegemónicas de Esparta y Atenas. Esta última se convirtió en una potencia naval y enemiga del Imperio persa, lo que permitió su alianza con una segunda rebelión en Egipto (469-461 a. C.), la que fue, de todos modos, derrotada por generales persas. Las rebeliones en Egipto y las campañas fallidas contra Grecia son contemporáneas a rebeliones en Babilonia.
La próxima rebelión egipcia aprovechó una crisis dinástica en los primeros años del rey Artajerjes II. El líder egipcio Amirteo reinó por unos seis años, tras los cuales fue depuesto por otro egipcio, Neferites I.

## Período de independencia (404-343a.C.)
Las tres dinastías de este período tuvieron su capital en el delta del Nilo (la XXVIII en Sais, la XXIX en Mendes y la XXX en Sebennitos), y todas ellas tuvieron que enfrentarse, no solo al Imperio persa, sino a conflictos internos. Aun así, Egipto logró mantener su independencia durante sesenta años e incluso realizar ofensivas, debido en gran parte a las rebeliones y crisis dinásticas por las que pasaba frecuentemente el Imperio. Si bien hubo enfrentamientos anteriores, Egipto no fue atacado hasta el reinado de Acoris (385-383 a. C.), resultando los persas derrotados. Los reyes egipcios realizaban alianzas, ofensivas o defensivas, con las ciudades-estado de Grecia, primero con Esparta, luego más frecuentemente, con Atenas. Egipto funcionaba como abastecedor de trigo de los ejércitos griegos aliados, además estos recibían pago monetario, pues eran mercenarios. Los mercenarios griegos pronto se transformarían en un componente casi indispensable de cualquier ejército, y en la fallida invasión persa de Egipto del año 373 a. C., reinando Nectanebo I, los vemos luchando junto a los persas.
A pesar de las victorias egipcias, los problemas de la toma del poder de Acoris y los sucesivos cambios de dinastía ponen de relieve la persistente inestabilidad. Esta se hace más patente durante el reinado de Teos (362-360 a. C.), quien realizó una campaña contra las posesiones persas de Palestina y Fenicia, pero su sobrino Nectanebo II se rebeló en Egipto y el propio Teos recibió asilo en la corte persa.
Los reyes de este periodo buscaban exaltar el nacionalismo (si se puede aplicar este término) mediante la construcción y reparación de templos (a la vez ganándose el favor del clero), los que se acercaban a los estilos de la dinastía saíta, última antes de la primera conquista persa. De todos modos los conflictos entre el clero y la monarquía terminaron por manifestarse, cuando Teos usó fondos de los templos para reclutar su ejército.
La última tentativa contra el Imperio persa fue dirigida por Nectanebo II, quien selló alianzas con sátrapas persas rebeldes y con las ciudades fenicias, y reclutó mercenarios griegos, no obstante la gran rebelión fue finalmente sofocada por el emperador persa Artajerjes III. Los persas conquistaron Egipto en 343 a. C.
La reconquista persa no duró mucho, ya que Egipto fue conquistado por Alejandro Magno en el 332 a. C.

## Cronología del periodo tardío de Egipto
Cronología estimada por los historiadores: 
- Primer faraón: Necao I, 672 - 664 a. C.

- Último faraón: Dario III Codomano, 335 - 332 a. C.